# واکسن کووید-۱۹ مدرنا
واکسن کووید-۱۹ مُدِرنا (به انگلیسی: Moderna COVID-19 vaccine) با شناسهٔ mRNA-1273 و نام تجاری Spikevax، یک واکسن آران‌ای برای کووید-۱۹ است که توسط موسسه ملی آلرژی و بیماری‌های عفونی ایالات متحده (NIAID)، سازمان تحقیقات و توسعه پیشرفته زیست پزشکی (BARDA) و شرکت مدرنا ساخته شده‌است. این واکسن با دو دوز نیم میلی‌لیتری به‌صورت تزریق عضلانی با فاصلهٔ ۲۹ روز تجویز می‌شود.
واکسن مدرنا یک واکسن آران‌ای است که یک پروتئین اسپایک مشابه یکی از پروتئین‌های ویروس کووید-۱۹ را رمزگذاری می‌کند. این ترکیب، در کپسولی از نانوذرات از جنس لیپید گنجانده شده‌است و به همراه واکسن کووید-۱۹ فایزر، یکی از دو واکسن آران‌ای تولید شده علیه کووید-۱۹ در سال ۲۰۲۰ هستند.
در ۱۸ دسامبر سال ۲۰۲۰، سازمان غذا و داروی ایالات متحده (FDA) برای به‌کارگیری این واکسن، مجوز به‌کارگیری اضطراری صادر شد. مجوز استفاده از این واکسن در ۲۳ دسامبر ۲۰۲۰ در کانادا، در ۶ ژانویه ۲۰۲۱ در اتحادیه اروپا و در ۸ ژانویه ۲۰۲۱ نیز در انگلستان صادر شد.
این واکسن توسط نهادهای پزشکی در ۵۴ کشور از جمله کانادا، بریتانیا، ایالات متحده، کره جنوبی، تایلند، سنگاپور، فیلیپین و کشورهای منطقه اقتصادی اروپا مورد تأیید قرار گرفته‌است. این واکسن در برخی از این کشورها برای تزریق در افراد بالای ۱۲ سال و در برخی برای افراد بالای ۱۸ سال تأیید شده‌است.
در ۱۵ مارس ۲۰۲۱، دومین واکسن کووید-۱۹ ساخت مدرنا وارد فاز یک از مراحل کارآزمایی بالینی شد.

## میزان تأثیر

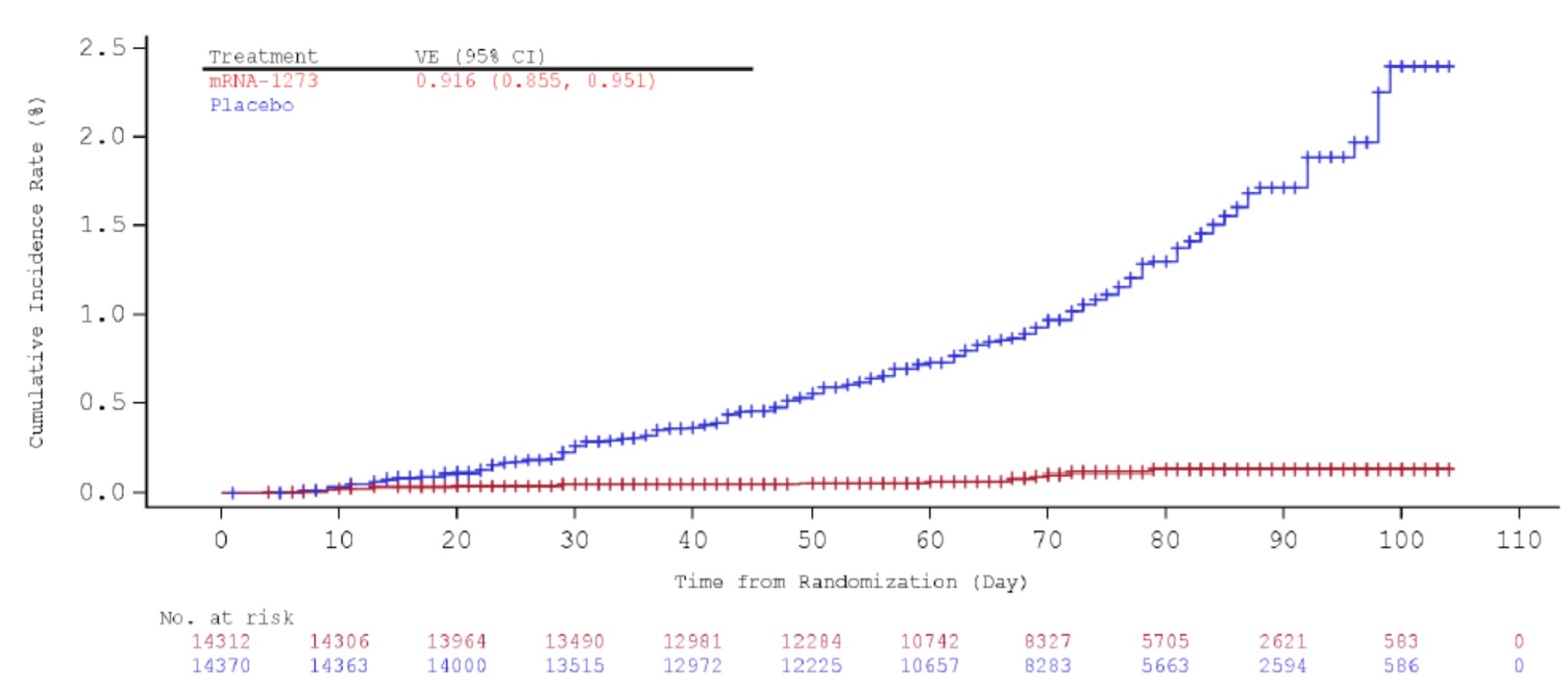
منحنی تأثیر واکسن مدرنا بر گونه اولیه ویروس کووید-۱۹

تأثیر این واکسن پس از دو هفته از تزریق اول آغاز می‌شود و تأثیر پایانی آن پس از دو هفته از تزریق دوم آغاز می‌شود. میزان تأثیر این واکسن ۹۴ درصد ارزیابی شده‌است. طی آزمایش بر ۱۵٬۱۸۱ نفر از مردم آمریکا، ۱۱ نفر مبتلا به بیماری شدند. در مقابل، ۱۸۵ نفر از همین شمار افراد واکسینه نشده در گروه شاهد، مبتلا به بیماری شدند. هیچ‌یک از افراد واکسینه شده در این بررسی دچار موارد حاد کووید ۱۹ نشدند اما در گروه واکسینه نشده ۱۱ مورد بیماری حاد رخ داد. در میزان تأثیر واکسن بر گروه‌های مختلف سنی، جنسیت، نژاد و همچنین در گروه‌های مستعد به ابتلا تفاوتی مشاهده نشد. این کارآزمایی در افراد بالای ۱۸ سال انجام گرفت و بررسی واکسن‌های مخصوص کودکان زیر ۱۱ سال (KidCOVE) و نوجوانان ۱۲ تا ۱۷ سال (KidCOVE) در حال انجام است. تا آوریل ۲۰۲۱، مدت زمان مصونیت افراد واکسینه شده، مشخص نیست و یک کارآزمایی ۲ ساله برای بررسی ماندگاری مصونیت در حال انجام است.

### تأثیر واکسن بر سویه‌های جدید ویروس
در حال تحقیق...
در ۳۰ ژوییه ۲۰۲۱ مدرنا اعلام کرد، واکسن مدرنا در پیشگیری از کووید-۱۹ دلتا، مؤثر است اما این تأثیر کمی کمتر از تأثیر آن بر گونه اولیهٔ ویروس است.
| سویه‌های کووید ۱۹ | پس از دریافت دُز دوم واکسن | پس از دریافت دُز دوم واکسن | پس از دریافت دُز اول واکسن | پس از دریافت دُز اول واکسن |
| سویه‌های کووید ۱۹ | موارد غیر حاد             | موارد حاد                 | موارد غیر حاد             | موارد حاد                 |
| ---------------- | ------------------------- | ------------------------- | ------------------------- | ------------------------- |
| سویه آلفا        | ۹۰٪ (۸۵–۹۴٪)              | ۹۴٪ (۵۹–۹۹٪)              | ۶۱٪ (۵۶–۶۶٪)              | ۵۹٪ (۳۹–۷۳٪)              |
| سویه بتا         | ۸۸٪ (۶۱–۹۶٪)              | ۱۰۰٪                      | ۴۳٪ (۲۲–۵۹٪)              | ۵۶٪ (−9 to ۸۲٪)           |
| سویه گاما        | ۸۸٪ (۶۱–۹۶٪)              | ۱۰۰٪                      | ۴۳٪ (۲۲–۵۹٪)              | ۵۶٪ (−9 to ۸۲٪)           |
| سویه دلتا        | گزارش نشده                | گزارش نشده                | گزارش نشده                | گزارش نشده                |
| سایر موارد       | ۹۳٪ (۸۷–۹۶٪)              | ۹۰٪ (۸۰–۱۰۰٪)             | ۶۱٪ (۵۳–۶۷٪)              | ۷۶٪ (۴۶–۹۰٪)              |

## ترکیبات
واکسن مدرنا حاوی ترکیبات زیر است.
- آران‌ای پیام‌رسان کد کنندهٔ پروتئین سنبله‌ای کووید-۱۹.[۲۰]
- چربی‌ها:
  - SM-102
  - پلی اتیلن گلیکول [PEG] 2000-dimyristoyl گلیسرول [DMG]), and
  - کلسترول
- ترومتامین
- ترومتامین هیدروکلراید
- اسید استیک
- سدیم استات
- ساکارز

## بررسی بالینی
در مارس ۲۰۲۰، آزمایش فاز اول این واکسن در انسان با مشارکت موسسه ملی آلرژی و بیماری‌های عفونی آمریکا آغاز شد. در ماه آوریل ۲۰۲۰، سازمان تحقیقات و توسعه پیشرفته زیست پزشکی آمریکا (BARDA) تا ۴۸۳ میلیون دلار برای تولید واکسن مدرنا اختصاص داد. سازمان غذا و داروی آمریکا در دسامبر سال ۲۰۲۰ و پس از بررسی نتایج فازهای مختلف و انجام آزمایش‌های مقطعی، واکسن تولیدی مدرنا را مؤثر و ایمن ارزیابی کرد. ایمنی و تأثیر این دارو در افراد زیر ۱۸ سال به خوبی مشخص نشده‌است.

## دمای نگهداری

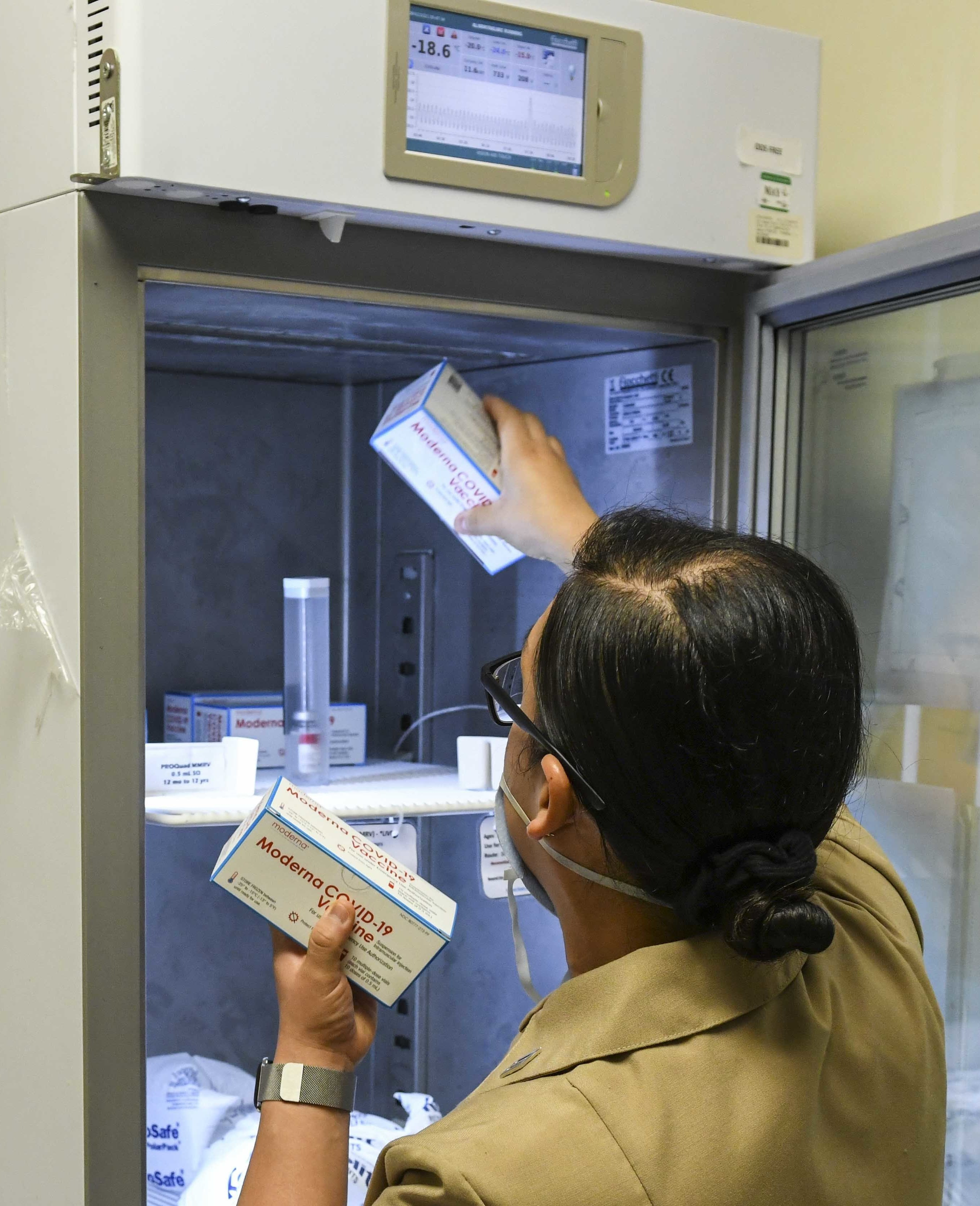
واکسن مدرنا در یخچال و فریزرهای متداول پزشکی نگهداری می‌شود.

با وجود اثربخشی مشابه واکسن مدرنا با واکسن کووید-۱۹ فایزر، نگهداری و ذخیره‌سازی واکسن مدرنا آسان‌تر است. این واکسن در یخچال‌های معمولی با دمای ۲ تا ۸ درجه سانتی گراد تا ۳۰ روز و در سرمای منفی ۲۰ درجه تا ۴ ماه قابل نگهداری است. در حالی که واکسن فایزر باید در سرمای -۶۰ تا -۸۰ درجه نگهداری شود که نیاز به امکانات و تجهیزات ویژه دارد. برخی کشورهای کم درآمد برای ذخیره‌سازی واکسن فایزر دچار مشکل بوده و فقط از طریق روش زنجیره سرد قادر به نگهداری و ذخیره یا ترابری آن هستند.